# Progomphus pijpersi
Progomphus pijpersi – gatunek ważki z rodziny gadziogłówkowatych (Gomphidae). Występuje na terenie Ameryki Południowej.